# Лук медвежий
Лук медве́жий (лат. Állium ursínum) или ди́кий чесно́к или черемша́, колба́ — многолетнее травянистое растение, вид рода Лук (Allium) подсемейства Луковые (Alliaceae) семейства Амариллисовые (Amaryllidaceae). Лук медвежий — исключительно европейский вид. В Сибири растет сходный по свойствам лук победный (Allium victorialis), который также называют черемшой или сибирской черемшой. 

## Название
По мнению Макса Фасмера, слово «черемша», вероятно, родственно слову «черёмуха». В то же время ряд исследователей связывает это слово с тюркским сарымсак — «чеснок». Слово имеется во многих тюркских и некоторых монгольских языках, в частности: тур. sarimsak, sarmisak, азерб. sarimsaq, тат. сарымсак, каз. сарымсақ — «чеснок», кирг. сарымсак — «чеснок (главным образом, дикий)», монг. саримсаг. Искажение слова до «черемша» могло произойти при попадании его сперва в какой-либо цокающий диалект и последующем искажении при передаче в литературный язык или в результате сближения с «черёмуха».
Видовой эпитет научного названия лат. ursinum произошёл от лат. ursus — «медведь». Это сохранилось и в русском названии. В Германии черемша известна под названием нем. Bärlauch — медвежий лук. Поскольку черемша является одним из самых ранних источников витаминов в лесу (её собирают в апреле — мае), проснувшийся после зимней спячки медведь ест медвежий лук и быстро восстанавливает свои силы.
Другие русские названия черемши — «ди́кий чесно́к», «калба́», «колба́». Название «калба́» встречается, как правило, в сибирских говорах: кемеровских, красноярских, прибайкальских, средне-обских, хабаровских, в форме «колба́» — в новосибирских, северо-красноярских, горно-алтайских. Слово является заимствованием из тюркских языков народов Сибири: шор. қалба, хак. халба, койб. калба, тоф. һылба — «черемша».
Также черемшой называют другие виды лука — лук победный (Allium victorialis) и лук черемша (Allium microdictyon), произрастающие в Сибири.

## Ботаническое описание

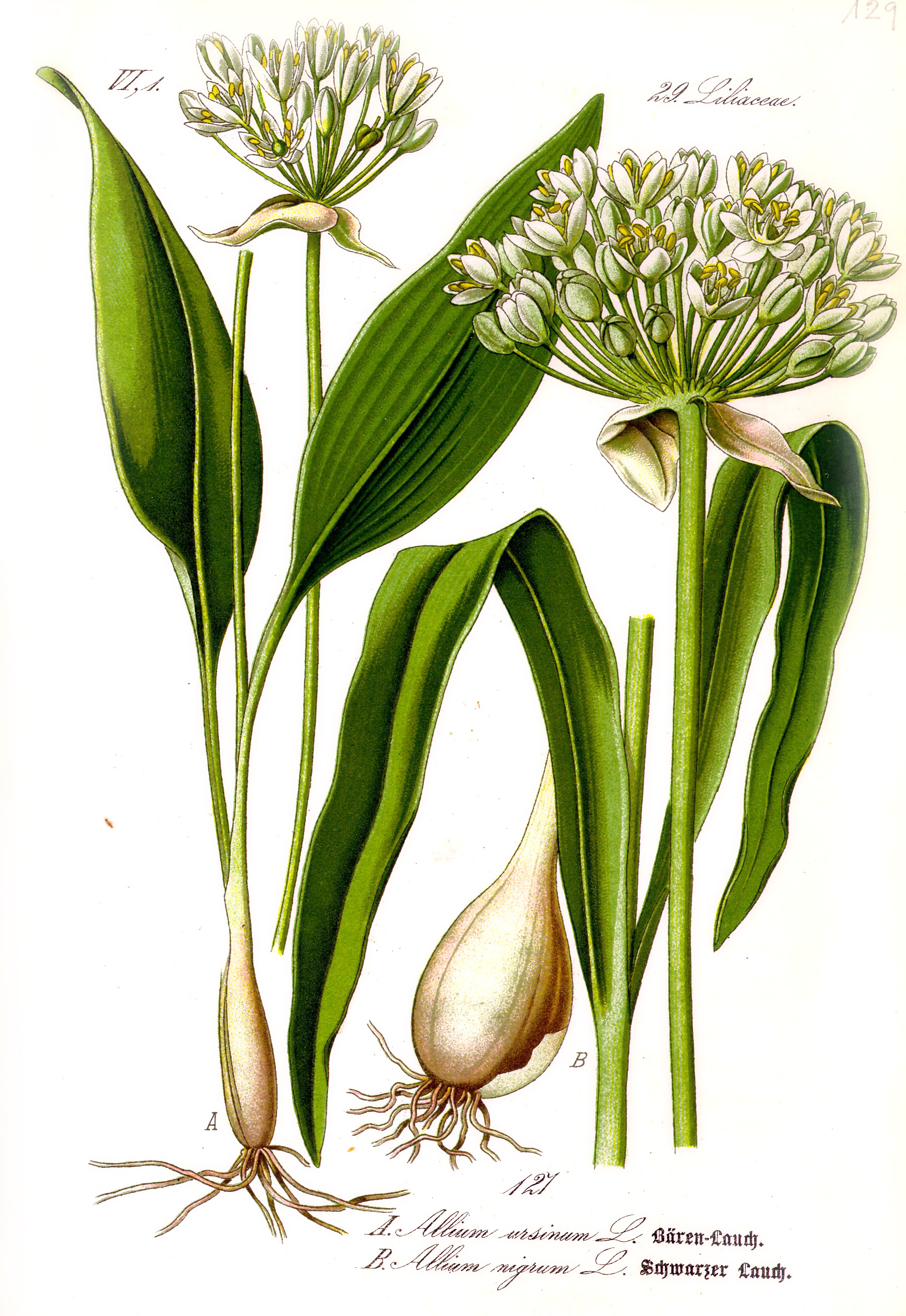
(слева)

Луковица удлинённая, толщиной около 1 см, с расщепляющимися на параллельные волокна оболочками. Луковица не прикреплена к корневищу.
Стебель трёхгранный, высотой 15—50 см, при основании одетый влагалищами листьев.
Листья в числе двух, немного короче стебля, ланцетные или продолговатые, острые, шириной 3—5 см. Черешок узкий, вдвое превышающий по длине пластинку или равный ей.
Зонтик пучковатый или полушаровидный, немногоцветковый, густой. Листочки околоцветника белые, линейно-ланцетные, тупые или островатые, длиной 9—12 мм, с малозаметной жилкой.
Коробочка шаровидная, трёхгранная, с широко-обратно-сердцевидными створками. Семена почти шаровидные.
Цветёт в мае — июне.
Отличается от близкородственного лука победного белым, более крупным (9—12 мм шириной) околоцветником и короткими влагалищами листьев.

## Распространение и экология
Лук медвежий распространён: в Центральной Европе (Австрия, Бельгия, Чехия, Словакия, Германия, Венгрия, Нидерланды, Польша, Швейцария, Сербия), Северной Европе (Дания, Финляндия, Ирландия, Норвегия, Швеция, Великобритания), Южной Европе (Румыния, Молдавия, Болгария, Югославия, Греция, Италия (включая Сицилию), Франция (включая Корсику), Испания); на Украине; в Белоруссии; в России на Кавказе, в западных районах страны, на Урале, в Сибири (за исключением территории Крайнего Севера); на Кавказе (Армения, Азербайджан, Грузия) и в Турции.
Черемша — неприхотливое растение, которое в дикой природе быстро разрастается и занимает новые территории. В диком виде может расти вплоть до тундровой зоны. Произрастает большей частью в тенистых лесах в долинах вблизи рек, реже культивируется как садовое растение. Наиболее вкусны листья, выращенные при температуре +12…+17 °С. При температурах выше +20 °С вкусовые качества, как и у всех луковых, ухудшаются, особенно при сухой погоде.
Черемшу выращивают как культурное растение, но чаще собирают дикорастущую. Массовый сбор черемши может привести к истощению природных ресурсов.
Размножается семенами (разведение луковицами возможно, но почти не практикуется).
Листья черемши схожи с листьями ядовитых растений ландыша и чемерицы, поэтому при сборе требуется некоторая аккуратность.
|                                                                   |  |  |  |
| Слева направо: молодые побеги, соцветие, бутоны в разрезе, цветок |  |  |  |

### Охранный статус
Черемша занесена в Красные книги Брянской, Курской, Ленинградской, Липецкой, Московской, Псковской, Рязанской, Смоленской областей и Ставропольского края России, а также Республики Беларусь, Латвии, Литвы, Украины.

## Химический состав
Листья, стебли и луковицы обладают сильным чесночным запахом благодаря содержанию гликозида аллиина и эфирного масла. В растении много аскорбиновой кислоты (в листьях до 0,73, в луковицах — до 0,1 %). Чем выше в горах растёт черемша, тем больше содержание витамина C в растении. В состав эфирного масла входят винилсульфид, тиолы и альдегид неустановленного строения. Кроме того, во всех частях растения имеются белок, фруктоза, минеральные соли, фитонциды, лизоцим, каротин.

## Значение и применение
Не рекомендовано для откорма скота, так как мясо приобретает неприятный привкус, а молоко — красно-жёлтую окраску, однако на само животное, его здоровье медвежий лук никак не влияет.
Черемшу культивируют как садовое растение. Оптимальная температура для неё — от +12 до +17 °С. При температуре выше +20 °С растение теряет вкусовые качества и полезные свойства.
Ценный медонос, даёт нектар.

### Применение в кулинарии

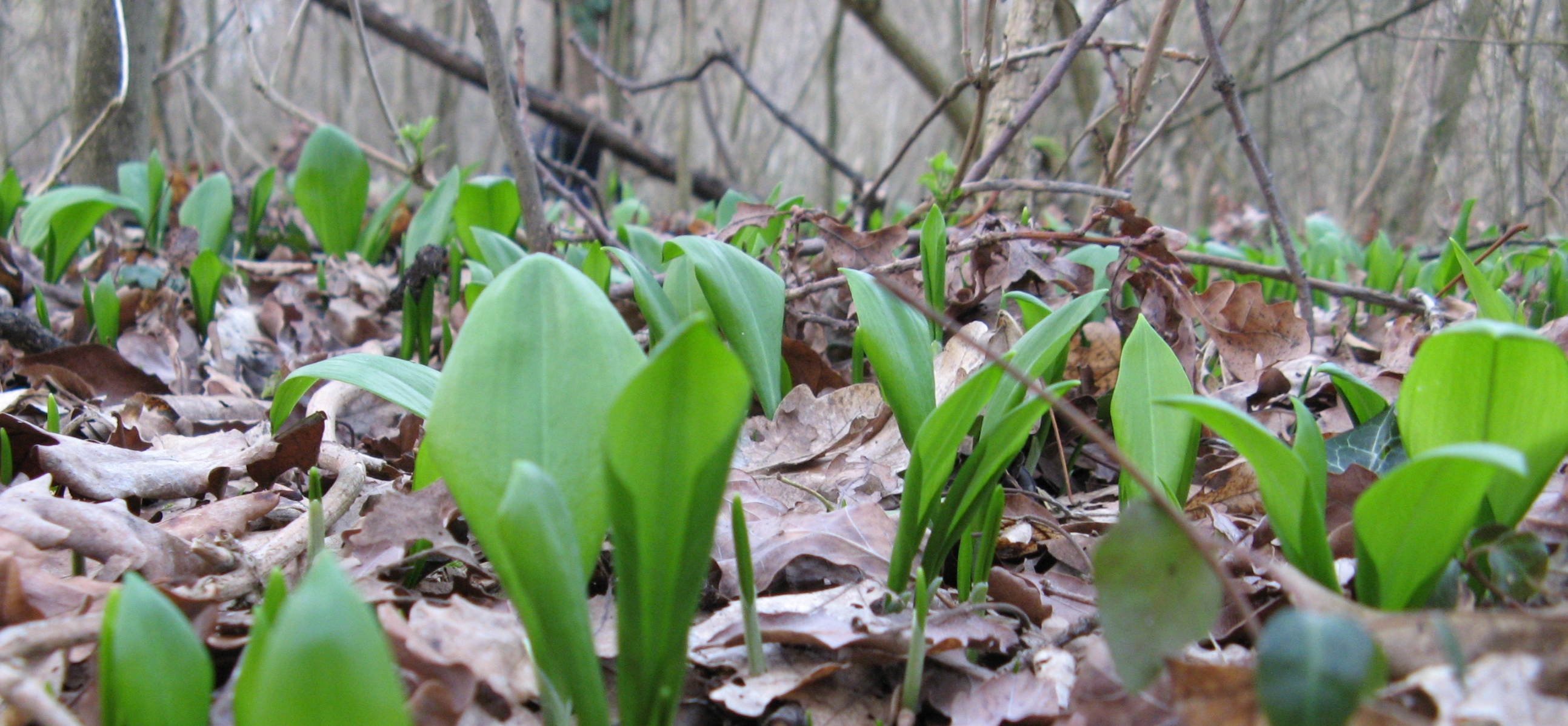
Молодые листья черемши в лесу в долине Рейна

В пищу употребляют стебель, листья и луковицу растения. Листья черемши обычно собирают весной, до цветения. На вкус листья черемши напоминают зелень чеснока и лука, они богаты витамином С. Собранную траву используют в свежем виде как пряность в салаты, супы, овощи, как начинку для пирогов. Траву квасят, солят и маринуют; сушить её не рекомендуется, поскольку в таком состоянии черемша теряет часть своих ценных качеств.
На Кавказе черемшу используют преимущественно в горячих блюдах, а сырые стебли, которые собирают до цветения, едят с хлебом и солью. Ростки черемши, собираемые в феврале — начале марта, отваривают и едят присаливая, иногда поливая растительным маслом. Листья черемши, смешанные с осетинским сыром, используют для приготовления разновидности осетинских пирогов — давонджин. В давонджине также могут быть использованы ростки, вместо листьев.
У чеченцев и ингушей готовят национальное вайнахское блюдо в виде супа из варёной в молоке черемши с добавлением топлёного масла, соли и специй — хонк (чечен. хьонка). Для приготовления хонка используют только раннюю черемшу — её ростки.
В Германии с черемшой также пекут хлеб (нем. Bärlauchbrot) и пироги (нем. Bärlauchkuchen), используют её в горячих блюдах, добавляют вместо базилика в особенный вид песто (нем. Bärlauchpesto).

### Применение в медицине
Медвежий лук повышает аппетит, увеличивает секрецию пищеварительных желёз, усиливает моторную функцию кишечника. Кроме того, растение обладает бактерицидным, противоглистным, фунгицидным и противоцинготным действием.
Черемша — лекарственное растение, известное ещё древним грекам, германцам, кельтам и римлянам. При археологических исследованиях в поселениях эпохи неолита в предгорьях Альп нередко находили следы черемши, что предполагает её использование уже 5000 лет тому назад.
Издавна медвежий лук ценили как противосклеротическое средство, способное «поддерживать мужество». Черемша препятствует накоплению холестерина в крови, стимулирует сердечную деятельность, снижает кровяное давление и способствует нормализации обмена веществ. В Древнем Риме и в Средневековье черемша считалась хорошим средством для очищения желудка и крови. В старинных медицинских трактатах черемша упоминается как надёжное предохранительное средство во время эпидемий чумы, холеры и других заразных болезней.
Из луковиц получали лекарственные препараты: «Урзал» для лечения трихомонадных кольпитов и «Урзаллин» — для лечения гнойных ран и пролежней.

## Таксономия
Allium ursinum L. Sp. Pl. 1: 300. 1753.
Вид Лук медвежий входит в род Лук (Allium) семейства Луковые (Alliaceae) порядка Спаржецветные (Asparagales).
|  |                                      |  |                                                             |                                                             |                   |  | ещё 24 семейства (согласно Системе APG II) | ещё 24 семейства (согласно Системе APG II) |                     |  |  |  | ещё более 870 видов |
|  |                                      |  |                                                             |                                                             |                   |  | ещё 24 семейства (согласно Системе APG II) | ещё 24 семейства (согласно Системе APG II) |                     |  |  |  | ещё более 870 видов |
|  |                                      |  |                                                             | порядок Спаржецветные                                       |                   |  |                                            |                                            | род Лук             |  |  |  |                     |
|  |                                      |  |                                                             | порядок Спаржецветные                                       |                   |  |                                            |                                            | род Лук             |  |  |  |                     |
|  | отдел Цветковые, или Покрытосеменные |  |                                                             |                                                             | семейство Луковые |  |                                            |                                            | вид Лук медвежий    |  |  |  |                     |
|  | отдел Цветковые, или Покрытосеменные |  |                                                             |                                                             | семейство Луковые |  |                                            |                                            |                     |  |  |  |                     |
|  |                                      |  | ещё 44 порядка цветковых растений (согласно Системе APG II) | ещё 44 порядка цветковых растений (согласно Системе APG II) |                   |  |                                            | ещё около 300 родов                        | ещё около 300 родов |  |  |  |                     |
|  |                                      |  |                                                             | ещё 44 порядка цветковых растений (согласно Системе APG II) |                   |  |                                            |                                            | ещё около 300 родов |  |  |  |                     |

### Синонимы
В синонимику вида входят следующие названия:
- Aglitheis ursina (L.) Raf.
- Allium latifolium Gilib., nom. inval.
- Allium longipetiolatum St.-Lag.
- Allium nemorale Salisb.
- Allium petiolatum Lam.
- Allium ucrainicum (Oksner & Kleopow) Bordz.
- Allium ursinoides G.Don ex Sweet
- Allium ursinum subsp. ucrainicum Oksner & Kleopow
- Allium ursinum var. ucrainicum (Oksner & Kleopow) Soó
- Allium ursinum subsp. ucrainicum Kleop. & Oxner
- Allium vincetoxicum Pall. ex Ledeb.
- Cepa ursina (L.) Bernh.
- Geboscon ursinum (L.) Raf.
- Hylogeton ursinum (L.) Salisb., nom. inval.
- Moly latifolium (Gilib.) Gray
- Ophioscorodon ursinum (L.) Wallr.

## Традиции, связанные с черемшой
В немецком городе Эбербахе (на реке Неккар) ежегодно проводится ряд мероприятий под названием «Эбербахский фестиваль черемши» («Eberbacher Bärlauchtage»), посвящённых черемше и её использованию в кулинарии.
На Руси черемшу традиционно использовали в траволечении. Она применялась для лечения кашля, лихорадки и от глистов.
В Грозном — столице Чеченской республики, где черемша считается частью традиционной кухни, ежегодно (в основном в феврале) проводят посвящённый черемше фестиваль «Honk fest» (от чеч. Хьонк — черемша). На нём повара со всей России и ближнего зарубежья собираются, чтобы показать своё мастерство и поучаствовать в кулинарном состязании. Помимо состязаний проводят выставки, дегустации, мастер-классы и зрелища.
В городе Мыски Кемеровской области установлен памятник колбе (черемше). Также там ежегодно во второй половине мая проходит «Праздник Колбы», на котором готовятся различные блюда из этого растения.